# Гарамба (национальный парк)
Национальный парк Гарамба (фр. Parc national de la Garamba) расположен на северо-востоке Демократической республики Конго, является одним из старейших национальных парков в Африке. Занимает площадь в 4920 км², вместе с 3 прилегающими охотничьими резерватами (заказниками) — 12427 км².
В первую очередь, национальный парк славился тем, что здесь до недавнего времени обитал редкий подвид белого носорога — северный белый носорог. Также на его территории до 1970-х годов существовала единственная в Африке станция по приручению слонов в Гангала-на-Бодио, парк является единственным местом в Конго, где ещё сохранились жирафы (менее 10 особей в 2012 году) и крупная популяция слонов, где встречаются оба вида африканских слонов —.саванные и лесные.

## География парка
На севере природоохранной территории преобладают влажные саванны и высокотравные луга. По мере продвижения на юг они перемежаются редколесьями, постепенно переходящими в массивы галерейных лесов. Южная половина парка преимущественно занята дождевыми тропическими лесами.

## История
Национальный парк основан в 1938 году. В 1960 году здесь насчитывалось около 1000 северных белых носорогов. Однако к 1980 году, после двадцатилетней войны в Конго, их численность сократилось до 12 особей.
В 1980 году состоялось включение Гарамбы в список Всемирного наследия ЮНЕСКО. Через четыре года национальный парк попал в список объектов Всемирного наследия, находящихся под угрозой уничтожения. Это заставило Международный союз охраны природы, Всемирный фонд дикой природы и Франкфуртское зоологическое сообщество задействовать программу по реабилитации парка при сотрудничестве с заирским правительством. Положительные результаты привели к тому, что в 1992 году Гарамба была вычеркнута из списка объектов, находящихся под угрозой уничтожения.
Однако в 1996 году территория парка снова занесена в этот список, после участившихся убийств диких животных военными. Но эта мера оказалась недейственной перед наивысшей угрозой исчезновения северного белого носорога, численность которого продолжала сокращаться. В 2005 году исследователи зарегистрировали на территории природоохранной зоны лишь четыре особи этого животного, в 2008 году последние оставшиеся северные белые носороги были убиты браконьерами.
Территория национального парка с 1997 по 2009 годы находилась в эпицентре Второй конголезской войны, так как расположена недалеко от границ Южного Судана и Уганды, откуда постоянно совершали набеги вооружённые повстанцы и банды браконьеров. В 2009 году угандийские повстанцы напали на штаб-квартиру заповедника, убили 10 его работников и охранников, уничтожили и сожгли часть зданий и имущества. Лишь в 2010 году конголезская армия смогла окончательно установить контроль над окрестностями парка. Всего с 2007 по 2017 годы от рук браконьеров погиб 21 рейнджер парка. В настоящее время работа национального парка восстанавливается. По состоянию на 2010—2012 годы, на территории парка и прилегающих заказников жили около 4000 слонов (в 1950-х их было 22 000), несколько сотен бегемотов, кафрские буйволы, львы, обитают редкие виды обезьян, в том числе гверецы.
По оценкам на 2005 и 2017 годы, в национальном парке обитало около 1200 слонов, их численность в последние десятилетия постоянно сокращалась из-за браконьерства, однако, в 2019 году правительством были предприняты дополнительные меры по борьбе с браконьерами, усилена охрана парка, что даёт надежду на постепенное восстановление численности животного мира в парке.